# Ityphilus ceibanus
Ityphilus ceibanus är en mångfotingart som beskrevs av Chamberlin 1922. Ityphilus ceibanus ingår i släktet Ityphilus och familjen Ballophilidae.
Artens utbredningsområde är Honduras. Inga underarter finns listade i Catalogue of Life.